# Панфилова, Мария Ивановна
Мари́я Алекса́ндровна Панфилова (урождённая Сади́лова; род. 11 октября 1987, Пермь) — белорусская, в прошлом российская и украинская лыжница и биатлонистка. Первоначально занималась лыжными гонками, затем перешла в биатлон. Мастер спорта по лыжным гонкам. Мастер спорта международного класса по биатлону. Завершила карьеру

## Спортивная карьера
Первые достижения в лыжных гонках пришли к Марии на чемпионате России 2006 года, когда она выиграла серебро в индивидуальной гонке и золото в составе эстафетной команды Пермского края.
В 2007 году после завершения зимнего лыжного сезона Мария Садилова решила попробовать свои силы в биатлоне. Она переехала из Перми в Тюмень, где стала заниматься у тренера Леонида Гурьева.
Обладательница Кубка России сезона 2008/09.
Перед началом сезона 2009—2010 Мария Садилова вошла в основной состав сборной России для подготовки к Олимпиаде в Ванкувере.

### Юниорские и молодёжные достижения
В 2008 году в составе сборной России Мария попала на чемпионат Европы в Нове-Место, где прекрасно проявила себя, став чемпионкой Европы 2008 года в составе российской юниорской команды в эстафете. Также на том чемпионате Европы она завоевала личную бронзу в юниорской гонке преследования. Серебряная призёрка чемпионата Европы 2009 года во взрослой эстафете.
| Год  | Место проведения | Возраст | Инд | Спр | Пр | Эст |
| 2008 | ЧЕ Нове-Место    | U21     | —   | 15  | 3  | 1   |
| 2009 | ЧЕ Уфа           | U26     | 6   | —   | —  | 2   |
| 2013 | ЧЕ Банско        | U26     | —   | 4   | 5  | 2   |

### Взрослая карьера
В конце декабря 2012 года Мария написала открытое письмо, в котором выступила с критикой критериев отбора в сборную России, а также сказала о том, что задумывается об окончании карьеры. В январе 2013 года Мария перешла в сборную Украины по биатлону. Дебют состоялся на чемпионате Европы в болгарском Банско, где она в составе украинской команды выиграла серебро медаль в эстафете.
В 2015—2017 годах выступала за команду Беларуси, а с 2017 года снова выступает за Украину.

#### Карьера в Кубке мира
- Дебют в кубке мира — 5 декабря 2009 года в спринтерской гонке в Эстерсунде — 75-е место[5].

В сезоне 2012—2013 на 7-м этапе КМ в Холменколлене состоялось возвращение Марии в Кубок мира уже в составе сборной Украины. В первой спринтерской гонке она показала хороший результат и с 1 промахом заняла 17-е место в итоговом протоколе. На следующий день в гонке преследования Мария настреляла 9 промахов, но была быстра на лыжне и заняла 23-е место на финише. По результатам 2 первых гонок Мария смогла отобраться на гонку с массовым стартом, где снова набрала кубковые очки. Это позволило ей за 1 этап КМ надёжно укрепиться в средине Общего зачёта КМ, набрав 55 очков и занять 56-е место.